# المكتبة السرية والجنرال
المكتبة السرية والجنرال هي الرواية الخامسة عشرة من روايات الكاتب والروائي والباحث السوري خيري الذهبي، وهي رواية ضخمة من القطع الكبير تقع في 360 صفحة..صدرت في طبعتها الأولى عن الدار الأهلية للنشر والطباعة في عمان 2018.
في العام 2013 أصدر الذهبي روايته الاصبع السادسة وفي العام 2016 أصدر كتابه محاضرات في البحث عن الرواية..وفي العام 2018 نشرت الطبعة الأولى من رواية المكتبة السرية والجنرال محدثة صدى كبيراً لدى القراء والمتابعين:
يكتشف الجنرال هذه المكتبة السرية من خلال كتاب رحلات قديم «ستة أشهر من حياة جارية في حريم دمشق» الذي كتبته الليدي مالرو، إذ جاءت إلى دمشق متنكرة بشخصية جارية، وعاشت في بيت «اليازجي الترجمان» وهناك اكتشفت هذه المكتبة الأسطورية، الممتدة على مساحة كبيرة، والمكوّنة من سراديب وطبقات وأنفاق كثيرة.
وبداخلها ملجأ مجهّز بالطعام والشراب الذي لا يفسد، وهو معدّ للاختباء فيه أثناء مقاومة الطاغية.
إضافة إلى هذا فإن في رفوف المكتبة الكثير من الكتب النادرة ومنها كتاب عن كيفية الاستيلاء الأبدي على دمشق وإخضاعها، وهذا الكتاب إضافة إلى كتاب «الجفر» الحقيقي، هما ما يؤرقان الجنرال ويريد الحصول عليهما بأي ثمن، لذلك يكلّف رجاله بمهمة اكتشاف أسرار هذه المكتبة.
يقوم رجال الجنرال بملاحقة الوريث الوحيد للعائلة «صلاح الدين» ويعتقلونه، بعد أن تفشل جميع محاولاتهم في إيجاد هذه المكتبة وكشف خفاياها، وفي أثناء التحقيق يخبرونه:
«لن نستطيع حكم هذا البلد إلا لو سُلم طواعية، وبيت اليازجي أصبح اليوم الراية الأخيرة لرفض التسليم... (...) نحن نتبناكم اليوم، لقد ورثناكم أحياء، وإن تفاخرتم بكثرتكم العددية، فسنخفضكم إلى الربع مزيحين كل المشاغبين، الرافضين لحقنا في الحكم... والمكتبة.. إما أن تستسلم لنا فنتبناها أو نحرقها حتى الرماد (...) أيهما أفضل، بقاء التاريخ والمعرفة في حضننا؟ أم الحريق ينهي كل خفاء وتستر؟!»
يعتمد «الذهبي» في روايته على بنية تتداخل فيها الأزمنة، وتتناسل فيها الحكايات من بعضها، ويقسمها إلى عدد كبير من الفصول بعضها لا يتجاوز الأسطر القليلة، ويعتمد في كثير من الفصول على رسم مشهد ما أو حدث ما غامض أو مفاجئ سابق لما يحدث، ثم يعود في فصول لاحقة إلى زمن قبله لتفسيره وتوضيحه.
كما أنه لا يعطي السرد لشخصية واحدة، بل يسلّمه لعدد من الشخصيات، من خلال عدة تقنيات فنية، فـ«نوري» الحفيد الأخير للعائلة يسرد ما يحدث معه بلسان المتكلم.
ونقرأ على لسان «صلاح الدين» و«ياسمينا» عشيقته، أجزاء من الرواية، إذ سجّل كل منهما على دفاتر كثيرة مجريات الأحداث، وأما «إلهام» زوجة الشيخ الأخيرة بعد وفاة زوجته الأولى، فتحكي بلسانها بلغة عامية اكتشافها للبيت وعلاقتها مع الشيخ اليازجي وابنه، وهي من تنجب للعائلة الحفيد الأخير الذي ستتكشف كل غوامض الرواية معه.
هذه البنية المتاهية التي يعتمدها الكاتب في السرد تشبه بناء المكتبة السرية، ويطرح من خلالها العديد من الأسئلة الفلسفية والوجودية، ومن أبرزها سؤال الذاكرة: «أين اختفت ذاكرة السوريين؟ المكتبات والكتب؟»
وفي إجابة عن هذا السؤال، ربما يمكننا وضع ما يقوله الجنرال في أحد الفصول:
«الذاكرة هي المكتبات، فإن لم تكن المكتبات، فالمرويات، والبدو العرب لم يكن لديهم مكتبات بل كان لديهم المعلقات يحفظونها ويحمون بها تراثهم من الاندثار... ونحن اليوم اخترعنا للسوريين ذاكرة من مرويات جديدة عبر التلفزيون، وحرمناهم من المكتبات بجعلها معقدة إلا على المضمونين المأمونين.. حين تنشر في الجوامع ذاكرة مبالغاً فيها عن الانتصارات والفتوحات، مع معرفة المستمعين بذهن غائب أن الحديث لا يعنيهم، فهم لا يسعون إلا وراء لقمة يطاردونها أو معتقل يتجنبونه».
تناقش الرواية في أكثر من مكان موضوع الجنس، ما هي علاقته بالحب، ولماذا لم يعرف الشاميون الحب، ولماذا كانت حضارة الكتب الإسلامية تحفل بمواد الجنس؟ وكان تفاخرهم كله فيما سبق يدور حول هذا الموضوع، وإلى جانب هذه الأسئلة هناك مشاهد تحكي عن رسوم في الكتب الموجودة في المكتبة، تصوّر العالم الجنسي لرجال وسيدات في حضارة مختلفة.
هذه الرسوم موجودة دون أي كتابة تحتها لشرحها أو توضيحها، وفي مكان آخر ثمة رسوم شديدة الدلالة، بينما اللغة الشارحة تحتها «كانت حاجبة للمعنى»، وهذه أحد الأسئلة التي يطرحها «نوري» وهو يرى محتويات المكتبة: «هل اخترع الإنسان الكتابة للشرح وإيصال الفكرة، أم للإغماض والمزيد من الإعماء عما يريد الكاتب إيصاله؟»
هذا السؤال يجرّ حفيد اليازجي الأخير إلى التفكير في الأمازون حيث اختفى «صلاح»، فهناك لا يكتبون، ويعيشون دون حاجة إلى الكتابة، ولم يغز الأمازونيون أمة قط، «ومع ذلك فلم تبق أمة في الأرض تعرف الكتابة إلا وغزتهم!»
هكذا، يطرح «خيري الذهبي» تساؤلات عميقة، لا يجيب عنها مباشرة، بل يفتح الباب للقارئ كي يفكر فيها ملياً، بعد أن ينثر هنا وهناك كل ما يمكن أن يحرض على هذا التفكير. كل ذلك ضمن حبكة بوليسية، لا تنجرف وراء التشويق المجاني، ولا إلى الجمود والإملال في طرح كل هذا الكم من الأفكار، إذ إنها تشتبك مع البنية العامة للرواية التي تحتفي بالغرائبية في كثير من مشاهدها، وتذهب إلى الخيال في حدوده القصوى وهي تفصّل محتويات الكتب والمكتبة وكأننا أمام «ألف ليلة وليلة» حديثة.
«مكتب إدارة العالم - مديرو المملكة السلطانية»
ومن أبرز المشاهد الغرائبية، لكن شديدة الرمزية في الرواية، هو حين يعثر «نوري» على غرفة ضمن سراديب المكتبة الكثيرة مكتوب على بابها «مكتب إدارة العالم - مديرو المملكة السلطانية»، وحين يفتح الباب يرى طاولة كبيرة يحيط بها كراسي مملوكية الطراز، تجلس عليها هياكل عظمية تضع العمائم والخوذات.
وفي خطوة أبعد في نقاش هذه العلاقة بين رجال الدين والسلطة على امتداد الأزمان، وتحالفهما، تطرح ياسمين في دفترها الأحمر، رؤيتها عن حرص «صلاح» ومن بعده «نوري» الحفاظ على صورة الأجداد طاهرة غير ملطخة بالأرضيات، وترى أننا لن نستطيع الانتقال والدخول في العصر قبل استعادة هؤلاء الأجداد من أئمة وفقهاء ومعصومين ومحاكمتهم بعدل وحيادية. أما «صلاح» فيكتب في دفاتره عن نظرية «المستبد العادل»:
«وكان حلم الأرقين لزمن طويل.. السعي وراء الحاكم العادل، وما لبث الفقهاء المنعّمون على موائد السلطان أن أضافوا إلى حلم المسلمين بالسلطان العادل، كلمة» المستبد«، لتصبح «المستبد العادل». وتلقفها الراغبون في سعادة في الأرض مع سعادة في الجنة (...) ولكن هل حصل المسلمون على هذا الحاكم العادل، وهم يستطيعون قبول استبداده المفترض وسيلة لضبط المجتمع، ولكن هل يستطيعون قبول عدم عدله، وما أكثر الطغاة والقتلة والظلمة فيهم؟».
بعد كل ما سبق، لا بدّ لنا من السؤال، لماذا يجب علينا أن نقرأ هذه الرواية؟ وما علاقة ما يجري فيها بما يجري اليوم على الأرض السورية؟
وبالتأكيد سنعثر على بعض من الإجابات، ونحن نتذكر أن هذه المكتبة ليست مكتبة فحسب، بل ذاكرة بحجم مدينة"، وأن الجنرال يحاول معرفة أسرارها وفي سبيل هذا يطارد المحافظين عليها، معارضيه، فيعتقلهم ويعذبهم وينفيهم ويحاول قتلهم بشتى الوسائل.
كل وحوش العالم لا يملكون الخيال، كل ما يعرفونه هو وجوب تحطيم الرفض لدى الضحية، واستسلامه، وإعلان توبته من كل ذنب فكر بارتكابه ضد الطاغية... اشتهيت أن أعيش، أو أرى شيئاً جديداً في سلوك الجلادين، فلم أعثر إلا على النسخ الرديئة من الفصامي الأول... عبد وجلاد، وليس من مزيد"
شارك
غرد
لكن في كل مرة نكتشف من جديد أنه لا يملك الخيال، فـ«كل وحوش العالم لا يملكون الخيال، كل ما يعرفونه هو وجوب تحطيم الرفض لدى الضحية، واستسلامه، وإعلان توبته من كل ذنب فكر بارتكابه ضد الطاغية... اشتهيت أن أعيش، أو أرى شيئاً جديداً في سلوك الجلادين، فلم أعثر إلا على النسخ الرديئة من الفصامي الأول... عبد وجلاد، وليس من مزيد».
«المكتبة السرية والجنرال» رواية تعبث بقارئها، وتجعله يضيع في متاهاتها، ثم توصله في النهاية إلى باب الخروج بعد أن تكون قد غيّرت كثيراً من معتقداته، أو على الأقل جعلته يعيد التفكير فيها، ويراها بعينٍ أخرى، وهي في أثناء هذا كله، تحافظ على شرط الرواية الأول: الإمتاع.